# 등촌동
등촌동(登村洞)은 서울특별시 강서구에 있는 동이다. 면적 2.3km2, 인구 8만 2451명(2012)이다. 동쪽은 염창동과 접하고, 서쪽은 내발산동, 남쪽은 화곡동과 접하며, 북쪽은 가양동을 마주하고 있다. 동이름은 등마루로 이루져 ‘등마루골’이라고 부르다가 지금의 ‘등촌’이라 표기되었다.

## 개요
등촌동은 지금의 매봉산과 한강변의 염산(甑山 : 염창산)은 원래 같은 산줄기로 이어진 것으로 공항로가 지나고 있는 부분은 꽤나 표고가 높은 산마루턱에 해당되는 곳이었다. 이 산마루턱을 중심으로 마을이 자리잡았다하여 ‘등마루골’이라는 순수한 우리말 이름을 지었다가 한자어로 표기한 것이 등촌동이었다. 조선시대 후기에는 경기도 양천군 남산면 등촌리였고, 1914년 3월 1일 일제의 행정구역 통폐합 때 서울특별시에 편입되어 서울특별시 영등포구 등촌동이 되었다. 1977년 9월 1일 영등포구에서 강서구로 편입되었다. 1985년 9월 1일 등촌동이 분동되어 등촌1동, 등촌2동으로 나뉘었다.

## 교육
- 등마초등학교
- 등명초등학교
- 등양초등학교
- 등원초등학교
- 등촌초등학교
- 등현초등학교
- 백석초등학교
- 유석초등학교 (사립)
- 등명중학교
- 등촌중학교
- 마포중학교
- 백석중학교
- 경복비즈니스고등학교
- 경복여자고등학교
- 대일고등학교
- 등촌고등학교
- 마포고등학교
- 영일고등학교

## 대중 교통
- ● 서울 지하철 9호선
  - 등촌역
  - 증미역
  - 가양역
  - 양천향교역

## 주거
| 단지명        | 건설사         | 시행사                         | 주소              | 입주       | 비고 |
| ------------- | -------------- | ------------------------------ | ----------------- | ---------- | ---- |
| 등촌 아이파크 | 현대산업개발   |                                |                   |            |      |
| 등촌 태영     | 태영㈜         | 등촌동 해바라기 재건축주택조합 | 강서구 양천로 590 | 1998년 6월 |      |
| 등촌마을 서광 | 서광건설산업㈜ |                                |                   |            |      |
| 등촌2동 대림  | 삼호㈜         |                                |                   |            |      |